# Metste
Metste är en ort i Estland. Den ligger i Põlva kommun och landskapet Põlvamaa, i den sydöstra delen av landet, 210 km sydost om huvudstaden Tallinn. Metste ligger 82 meter över havet och antalet invånare är 105.
Terrängen runt Metste är platt. Runt Metste är det glesbefolkat, med 13 invånare per kvadratkilometer. Närmaste större samhälle är Põlva, 4,8 km norr om Metste. Trakten runt Metste består till största delen av jordbruksmark.